# Le Promeneur d'oiseau
Pour plus de détails, voir Fiche technique et Distribution.
Le Promeneur d'oiseau (Ye Ying - Le promeneur d'oiseau) est un film franco-chinois réalisé par Philippe Muyl et sorti en 2014. Il ne s'agit pas d'un remake par le réalisateur Philippe Muyl de son propre film Le Papillon sorti douze ans plus tôt mais plutôt d'une nouvelle histoire, inspirée par Le papillon. Le film est destiné spécifiquement pour le marché chinois.

## Synopsis
Un vieil homme retourne depuis Pékin vers son village natal de Yangshuo dans le Guangxi, dans le Sud de la Chine, où sa petite-fille l'accompagne. Il emmène son oiseau huamei pour le libérer après 18 ans de compagnie, afin de tenir la promesse faite à sa défunte femme.
Renxing, la fillette, petite citadine gâtée mais finalement assez solitaire entre deux parents absorbés par leur vie professionnelle et dont le couple bat de l’aile, renâcle à faire ce voyage; elle est cependant contrainte à le faire, parce que ses parents ont chacun un déplacement à l’étranger et que la bonne doit partir de son côté pour le mariage de son fils.
À travers divers imprévus (panne d’autocar, nuit en forêt, voyage en barque et séjour dans une bourgade accueillante) sur le chemin du village, Renxing va se rapprocher de ce grand-père au niveau de vie modeste qu’elle connaît mal, et va comprendre qu’il y a d’autres buts dans la vie qu’une belle maison et un compte en banque bien garni, tandis que ses parents effectueront leur propre cheminement à cette occasion.

## Fiche technique
- Autre titre : Ye Ying - Le promeneur d'oiseau
- Réalisation : Philippe Muyl
- Scénario : Philippe Muyl
- Production :  Stellar Mega Films, EnVision Films, Pan Eurasia Films
- Lieu de tournage : République populaire de Chine
- Langue de tournage : mandarin, français[3]
- Distribution : UGC
- Image : Sun Ming
- Musique : Armand Amar
- Musique additionnelle : Laurent Couson
- Montage : Manuel De Sousa, Kako Kelber
- Durée : 100 minutes
- Dates de sorties : 
  - France : 8 mars 2014 : Festival du film asiatique de Deauville (hors compétition)[4]
  - France : 7 mai 2014

## Distribution
- Li Baotian (en) : Zhu Zhi Gen (Le grand-père) (comme Baotian Li)
- Li Xiao Ran : Ren Quan Ying (La mère) (comme Xiao Ran Li)
- Qin Hao (en) : Zhu Chong Yi (Le père)
- Xin Yi Yang : Ren Xing (La petite fille)

## Autour du film

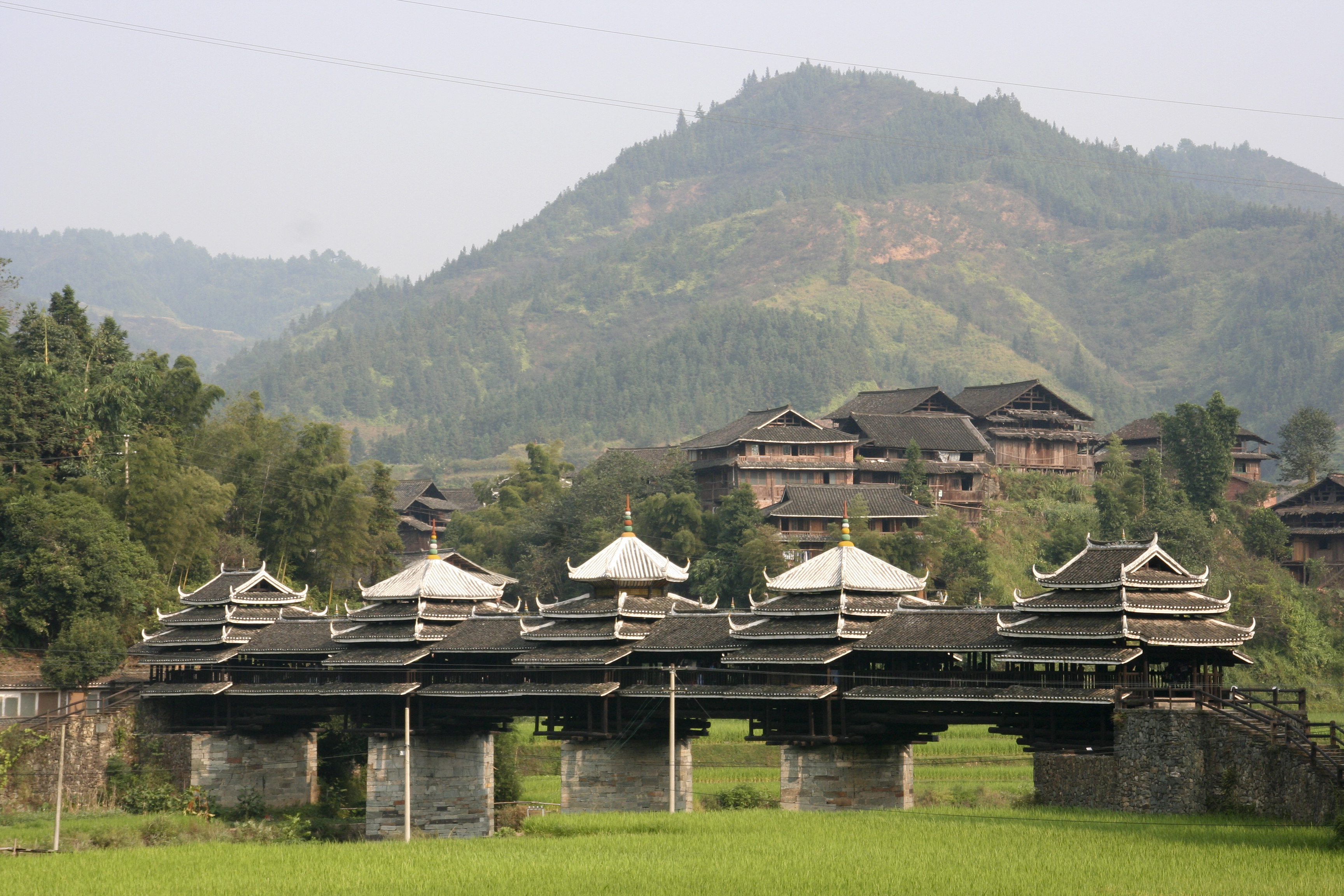
le Pont de Chéngyáng.

L'action en Province figure plusieurs paysages du Guangxi dont le Pont de Chéngyáng.